# Tracks on Wax 4
Tracks on Wax 4 je čtvrté sólové studiové album velšského hudebníka Dave Edmundse, vydané v září 1978 společností Swan Song Records. Nahráno bylo v březnu 1978 v londýnském studiu Eden a produkoval jej sám Edmunds. Doprovázejí jej členové skupiny Rockpile: kytarista Billy Bremner, baskytarista Nick Lowe a bubeník Terry Williams. Píseň „Heart of the City“ ve své verzi již v roce 1976 vydal Nick Lowe jako singl, koncertní verze vyšla na jeho albu Jesus of Cool (1978), kde hrál i Edmunds.
Počátkem 90. let vyšlo album v reedici na CD, v roce 2023 vydala anglická společnost 7a Records reedici na LP desce.

## Seznam skladeb
| Pořadí         | Název                    | Autor                          | Délka |
| -------------- | ------------------------ | ------------------------------ | ----- |
| 1.             | Trouble Boys             | Billy Bremner                  | 3:02  |
| 2.             | Never Been in Love       | Nick Lowe, Rockpile            | 2:28  |
| 3.             | Not a Woman, Not a Child | Billy Bremner, Ray Peters      | 3:21  |
| 4.             | Television               | Nick Lowe                      | 3:19  |
| 5.             | What Looks Best on You   | Nick Lowe, Dave Edmunds        | 2:26  |
| 6.             | Readers Wives            | Noel Brown                     | 3:11  |
| 7.             | Deborah                  | Nick Lowe, Dave Edmunds        | 2:38  |
| 8.             | Thread Your Needle       | Brenda Lee Jones, Welton Young | 3:27  |
| 9.             | A1 on the Jukebox        | Dave Edmunds, Will Birch       | 3:15  |
| 10.            | It's My Own Business     | Chuck Berry                    | 3:56  |
| 11.            | Heart of the City        | Nick Lowe                      | 3:03  |
| Celková délka: | Celková délka:           | Celková délka:                 | 33:43 |

## Obsazení
- Dave Edmunds – zpěv, kytara, klavír
- Billy Bremner – kytara
- Terry Williams – bicí
- Nick Lowe – baskytara
- Gerry Hogan – pedálová steel kytara
- Pete Kelly – klavír